# Gioia dei Marsi
Gioia dei Marsi è un comune italiano di 1 682 abitanti della provincia dell'Aquila in Abruzzo. Il centro rappresenta una delle porte d'ingresso dell'area protetta del parco nazionale d'Abruzzo, Lazio e Molise, nella sua parte settentrionale.

## Geografia fisica

### Territorio

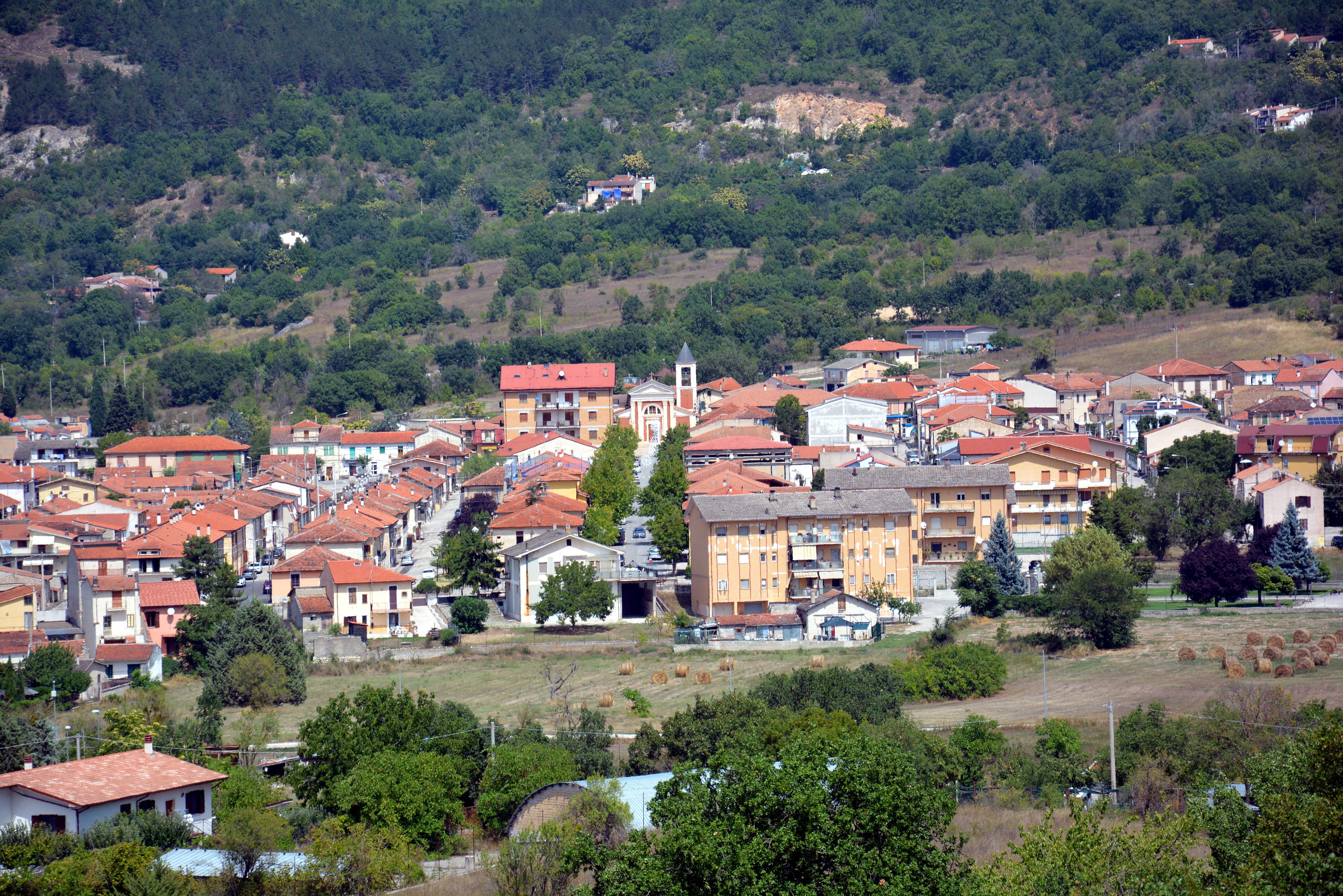
Veduta di Gioia dei Marsi

Gioia dei Marsi è adagiato sul bordo sud orientale del Fucino, fertile conca dell'Abruzzo montano dove un tempo sorgeva l'omonimo lago prosciugato totalmente nella seconda metà del 1800. Posto a quota 725 m s.l.m., confina con i comuni di Bisegna, Lecce nei Marsi, Ortona dei Marsi, Ortucchio, Pescasseroli e Pescina, tutti situati in provincia dell'Aquila. Il territorio gioiese, lungo il versante montano della valle del Giovenco, rappresenta uno degli accessi della Marsica fucense al parco nazionale d'Abruzzo, Lazio e Molise. Al contrario della frazione di Casali d'Aschi, le località di Gioia Vecchio e Sperone sono situate in altura rispetto al capoluogo comunale, rispettivamente oltre il vallone Macrano (gola Macrana) e sul monte Serrone. Il passo del Diavolo è un valico che mette in collegamento l'area marsicana con l'Alto Sangro. A sud, ai confini del territorio leccese, si trova l'area di interesse naturalistico della Cicerana e della faggeta vetusta di Selva Moricento, riconosciuta nel 2017 patrimonio mondiale dell'umanità. Non distante dal confine comunale, in località Bacinetto, è collocato il Centro spaziale del Fucino, il più grande teleporto al mondo per usi civili.

#### Idrografia
A 1441 m s.l.m. nei pressi del passo del Diavolo, alle pendici del monte Morrone del Diavolo (1602 m s.l.m.), ci sono le sorgenti del fiume Sangro, il secondo fiume per lunghezza della regione Abruzzo.
A 1728 m s.l.m. sul monte di Valle Caprara si trova la sorgente Puzza. Nel settore meridionale del territorio comunale si forma la cascata di Acqua Ventilata.

## Origini del nome
Sull'etimologia non ci sono certezze. 
Non è escluso che il toponimo derivi dal nome "Iovia" derivato da un culto italico di "Giove"; oppure dal termine dialettale "Iovo", ovvero "giogo", la cui designazione sarebbe da attribuire ad un traslato geomorfico.
Secondo una leggenda popolare il toponimo "Gioia" deriverebbe dalla felicità degli abitanti dei casali originari che, durante il Medioevo, unendosi decisero di costituire o ampliare il centro situato in altura, più facile da difendere quindi più sicuro.
In alcuni documenti storici il luogo sarebbe identificabile con il nome di "Joe" o "Joa", mentre in epoca bassomedievale furono utilizzati i toponimi "Juge", XII secolo, e "Joya", tra il XIV e il XV secolo; spesso in passato veniva utilizzata la grafia di "Gioja".

## Storia

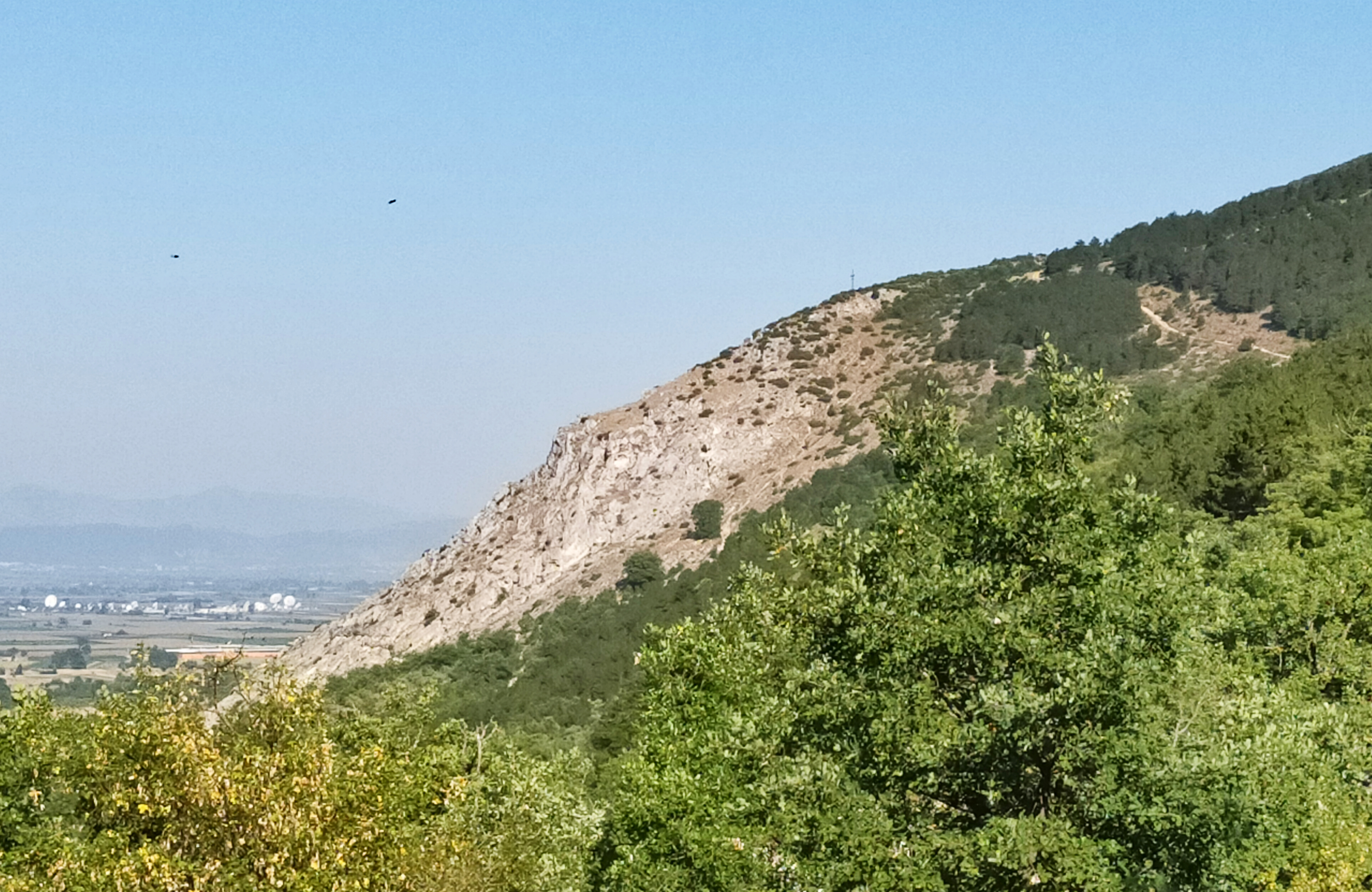
La montagna dove sorgeva l'ocre di Vico; sullo sfondo a sinistra Telespazio

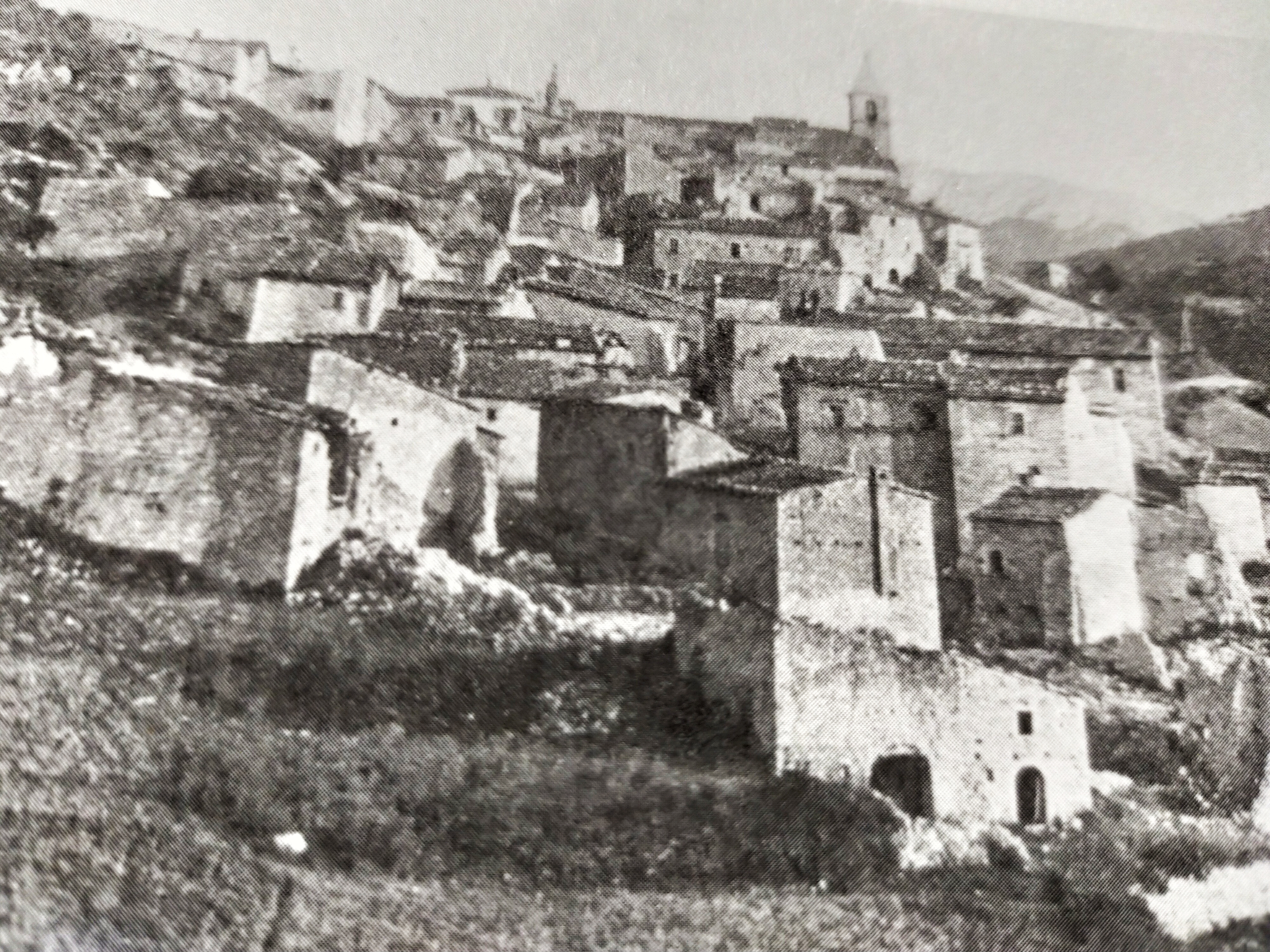
Gioia Vecchio agli inizi del Novecento, prima del terremoto del 1915

### Origini-Medioevo
Le tracce e i ruderi dei vici (ocres in lingua marsa) di epoca preromana e romana di Vico, Rotale, La Castelluccia e Templo sono presenti in più punti del contemporaneo territorio comunale. Diversi centri fortificati formarono in epoca medievale un sistema difensivo di castelli-recinto. I Marsi, antico popolo italico, stanziarono prevalentemente nella zona sud orientale del lago Fucino in aree generalmente superiori ai 1000 m s.l.m. Il centro più rilevante, nonché municipium di epoca imperiale, fu la vicina Marruvium che, successivamente nota come Civitas Marsicana, mantenne il ruolo di città principale del territorio per un lungo periodo essendo stata il primo capoluogo della contea altomedievale dei Marsi e avendo ospitato la prima cattedrale della diocesi locale.
Il centro abitato originario, il contemporaneo borgo di Gioia Vecchio, fu edificato con ogni probabilità dopo l'invasione dei Saraceni durante il X secolo, quando gli abitanti dei tre villaggi di Templo, Campomizzo e Montagnano decisero di unirsi fondando o ampliando il centro ritenuto più sicuro, perché situato strategicamente in posizione dominante, lungo le vie di comunicazione poste tra il lago Fucino, la valle del Giovenco e l'Alto Sangro.
Nell'Alto Medioevo il borgo fu incluso, unitamente alla contea marsicana, al ducato longobardo di Spoleto. Nel XII secolo, così come attestato dal Catalogo dei Baroni, fece parte della contea normanna di Celano, annessa insieme ad Albe e Carsoli al Regnum Siciliæ, risultando tra i feudi di Simone da Capistrello, signore di alcuni castelli-recinto del territorio insieme al fratello Crescenzio.
Nel 1268 con la sconfitta della battaglia di Tagliacozzo terminò il dominio degli Svevi in favore degli Angioini che entrarono in possesso anche della contea celanese e della baronia di Pescina.

### Età moderna
Nel XV secolo il dominio feudale passò prima sotto il controllo dei Colonna poi dei Piccolomini, mentre dalla seconda metà del XV secolo, sotto il dominio degli Aragonesi che regolamentarono l'utilizzo dei tratturi, in particolare del tratturo Celano-Foggia, Gioia acquisì un'ulteriore importanza strategica per via della posizione geografica e della vicinanza al passo del Diavolo, tanto da svilupparsi a livello socioeconomico e demografico. Lo stesso valico fu utilizzato come area di transito dalle truppe degli Orsini che, nei primi anni del XVI secolo, erano intenti a riconquistare le terre del comitato albense e del ducato di Tagliacozzo.
Nel 1592 avvenne il saccheggio di Gioia ad opera di un gran numero di briganti condotti da Marco Sciarra. A cominciare dalla seconda metà del Settecento, a causa delle mutate condizioni socioeconomiche, gli abitanti decisero di scendere gradualmente più a valle a circa 750 m s.l.m. a ridosso del monte Serrone, nella zona denominata La Panna presso Vico, edificando intorno alla chiesa scomparsa di Sant'Angelo il nuovo borgo di Manaforno. Gli Sforza furono gli ultimi signori del feudo prima dell'abolizione della feudalità. Nell'ambito del brigantaggio pre-unitario nel Regno di Napoli il 10 settembre 1807 avvenne l'eccidio di Gioia Vecchio caratterizzato, così come in seguito rivelò anche Benedetto Croce, dall'uccisione brutale di quindici proprietari armentari che scatenò una dura repressione contro i ribelli filoborbonici messa in atto dal generale incaricato dell'alta polizia, il francese L. Huard.

### Età contemporanea

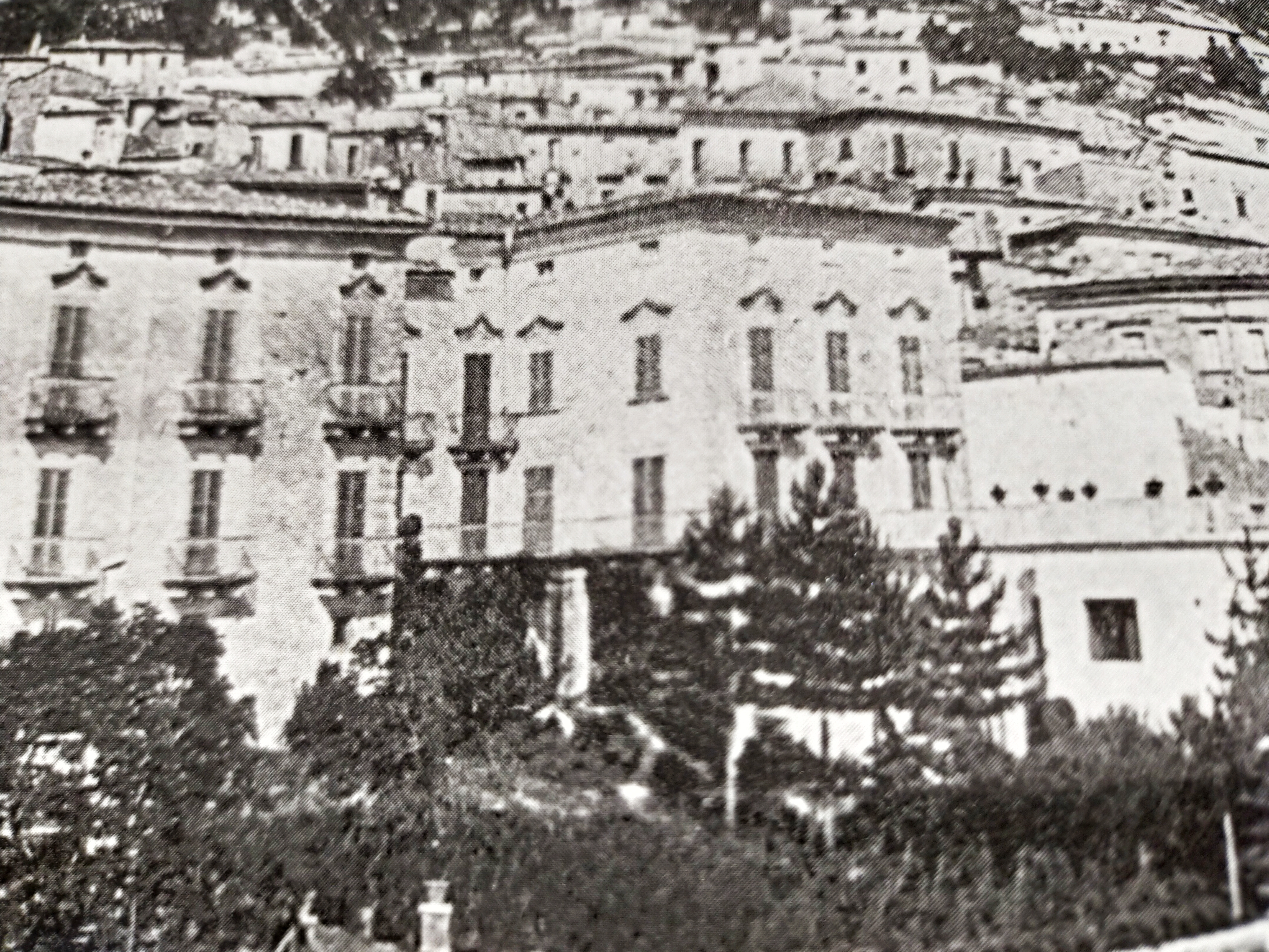
Manaforno prima del terremoto del 1915

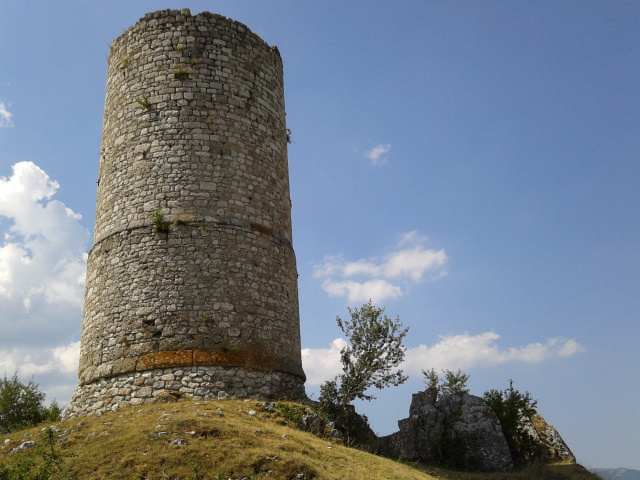
La torre di Sperone

Nel 1831 la sede comunale fu spostata dal borgo vecchio a quello nuovo che, detto anche Gioia-Manaforno o Gioia Nuovo, assunse il ruolo di capoluogo di circondario, in seno al distretto di Avezzano, compreso nell'Abruzzo Ulteriore Secondo.
Con l'Unità d'Italia, formalmente proclamata nel 1861, Gioia mantenne il ruolo di capoluogo del mandamento che incluse anche i comuni di Collelongo, Lecce, Opi, Ortucchio, Pescasseroli e Villavallelonga.
Il prosciugamento totale del lago Fucino, dichiarato ufficialmente nel 1878 e fatto realizzare da Alessandro Torlonia, causò uno stravolgimento delle condizioni socioeconomiche del territorio. I pescatori divennero agricoltori e successivamente imprenditori agricoli, mentre i paesi posti in altura come Gioia Vecchio subirono un ulteriore processo di spopolamento a favore dei centri prossimi all'ex alveo fucense come Gioia-Manaforno.
Il comune, denominato ufficialmente Gioia dei Marsi dal 1863, fu incluso unitamente ai comuni limitrofi nella riserva reale Alta Val di Sangro, ideata sul modello delle riserve di caccia piemontesi dalla famiglia Sipari, in cui i diritti di caccia tra la fine del XIX e l'inizio del XX secolo furono riservati esclusivamente ai sovrani di casa Savoia.
Il 13 gennaio 1915 diverse province dell'Italia centro-meridionale furono devastate dal terremoto della Marsica che avvenne alle ore 07:52:48 (dato INGV) con epicentro nella conca del Fucino. Al termine delle procedure di soccorso si contarono oltre 30 000 vittime. Oltre a Gioia i cosiddetti "quattro undicesimi della scala Mercalli" furono rilevati ad Avezzano, Cappelle dei Marsi e San Benedetto dei Marsi, località dove la distruzione fu pressoché totale e dove si registrarono migliaia di vittime.Il paese di Gioia-Manaforno che era situato nei pressi della faglia del Fucino, la cui terminazione meridionale è visibile con l'espressione superficiale di quella che è nota come la "faglia del monte Serrone", fu raso al suolo; andò persa anche la chiesa ottocentesca dedicata a san Michele arcangelo. 
Il contemporaneo centro di Gioia dei Marsi venne riedificato poco più in basso, sul bordo sud orientale della piana fucense. 
Il borgo di Gioia Vecchio fu anch'esso quasi del tutto distrutto; la chiesa di Santa Maria Nova e la chiesuola trecentesca, descritta da Ignazio Carlo Gavini, subirono danni gravissimi. La ricostruzione parziale avvenne nel corso del XX secolo.
Nel 1922 il comune di Gioia partecipò alla costituzione della Condotta forestale marsicana, che fu di fatto il primo consorzio forestale italiano; l'anno successivo venne ufficialmente istituito il parco nazionale d'Abruzzo, di cui fu l'artefice nonché primo presidente Erminio Sipari.
Il 26 marzo 1946 si verificò la strage di Campomizzo: una bomba innescata durante la ritirata dei nazisti causò la morte di sette giovani e il ferimento grave di diversi operai impegnati nella ricostruzione del ponte sul fiume Giovenco fatto crollare dagli Alleati della seconda guerra mondiale e situato lungo la strada provinciale 17 tra Gioia e Bisegna.
Il territorio comunale si è ampliato con l'acquisizione delle frazioni di Sperone, ufficialmente già dai primi anni dell'Ottocento, e di Casali d'Aschi, quest'ultima fino al 1948 amministrata dal comune di Ortona dei Marsi e storicamente legata ad Aschi Alto.

### Simboli
Lo stemma ottocentesco del comune, di forma ottagonale e circondato dalla scritta "Comune di Gioia e Sperone", raffigurava tre porte a simboleggiare l'unione degli antichi villaggi. Al sigillo ufficiale, sormontato dalla corona muraria, furono successivamente raffigurati i santi patroni, san Nicola di Bari e san Vincenzo, a protezione delle tre torri gioiesi. Con l'avvento di casa Savoia le immagini sacre furono sostituite dalle iniziali dei nomi dei villaggi che formarono il borgo vecchio, T.K.M. ovvero Templo, Campomizzo e Montagnano.

## Monumenti e luoghi d'interesse

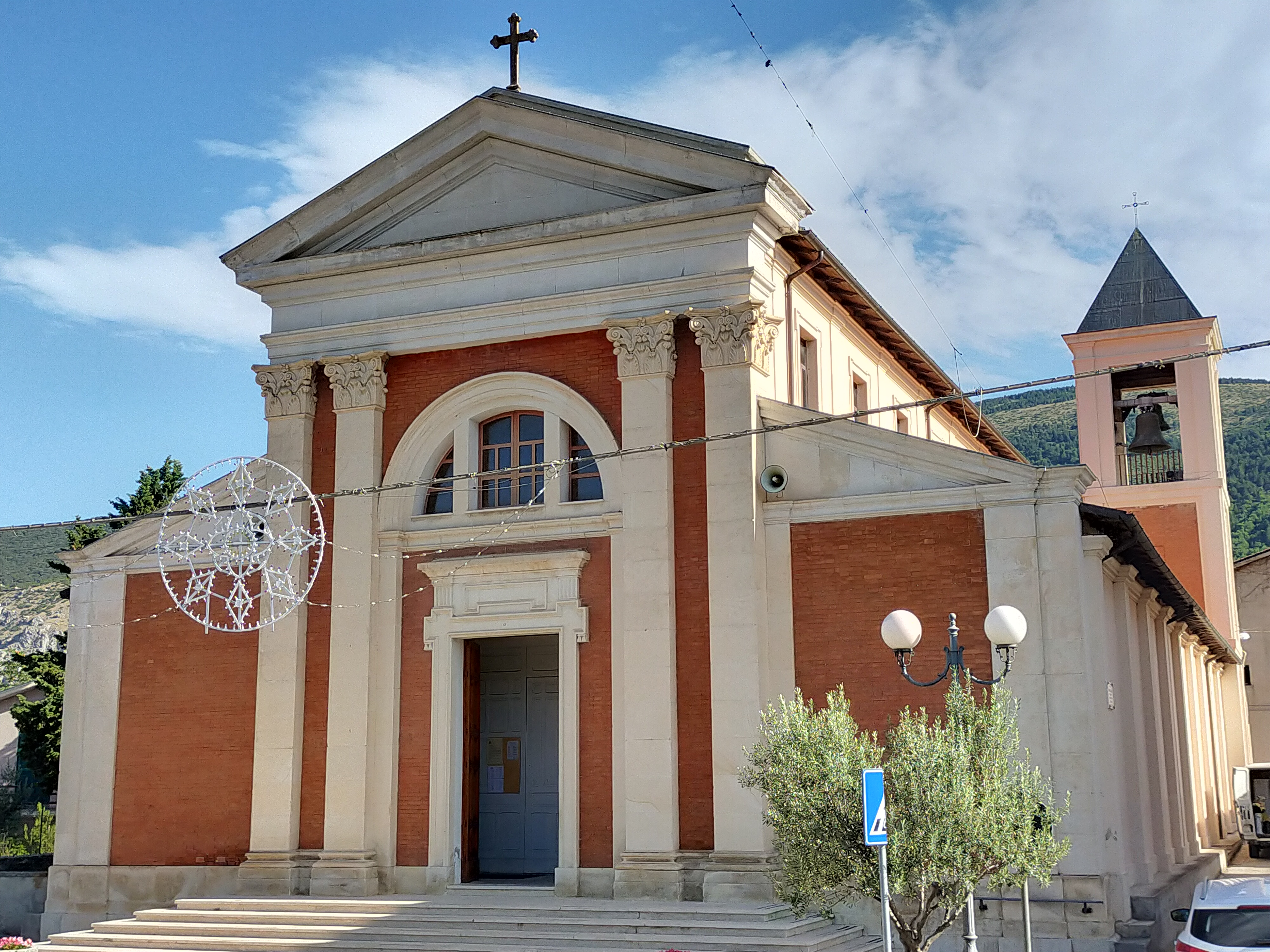
Chiesa di Santa Maria Assunta

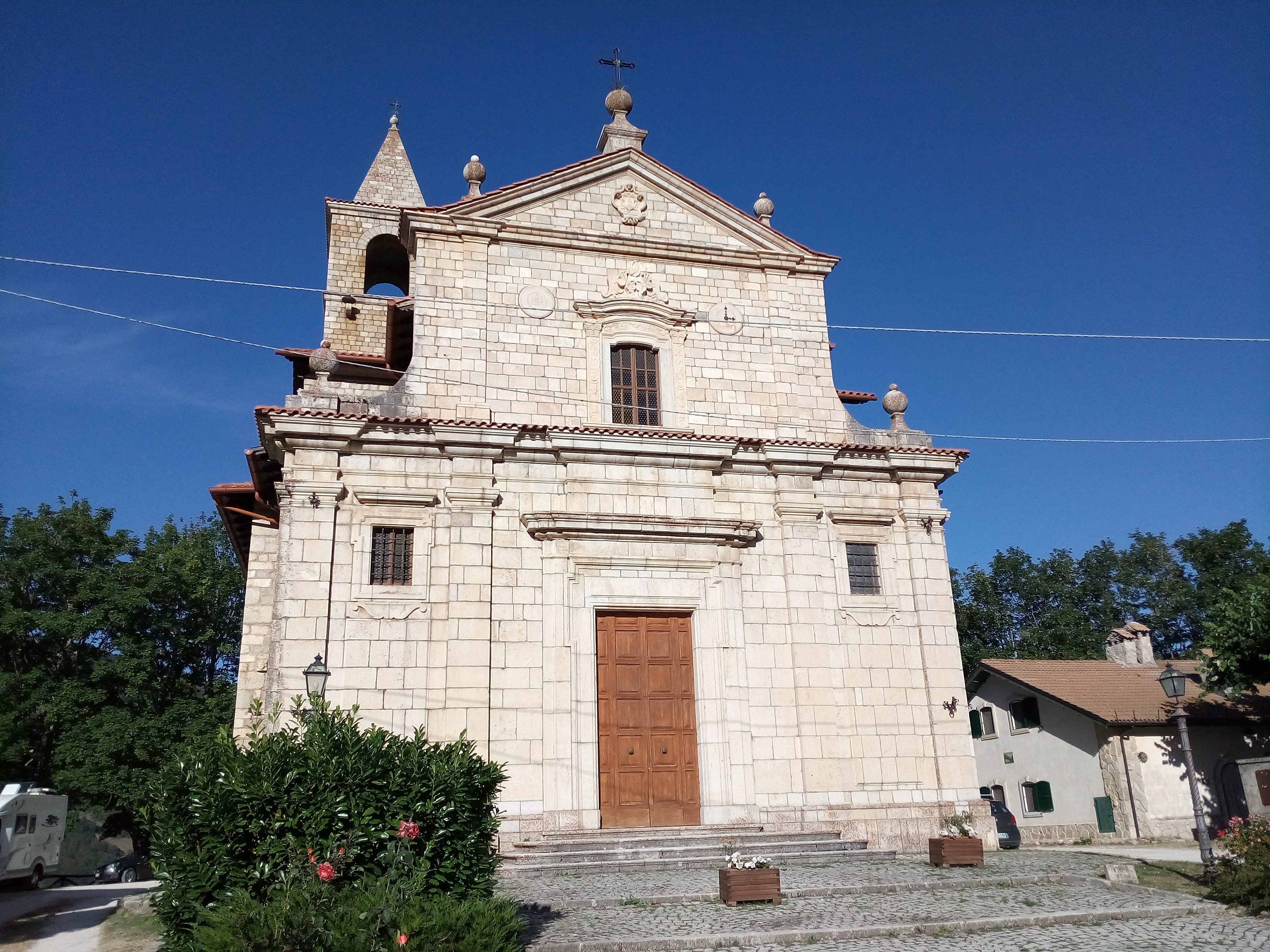
Chiesa di San Vincenzo a Gioia Vecchio

### Architetture religiose
Chiesa di San VincenzoSituata nella frazione di Gioia Vecchio, era originariamente intitolata a santa Maria. Successivamente al saccheggio del XVI secolo fu ricostruita e denominata Santa Maria Nova; nella seconda metà del Settecento ospitò le reliquie di san Vincenzo Martire. Gravemente danneggiata dal sisma del 1915, venne abbattuta a causa dei bombardamenti anglo-americani che la danneggiarono ulteriormente e in modo irrimediabile durante la seconda guerra mondiale. Ricostruita a cominciare dal 1955 sullo stesso sito e nel rispetto del disegno originario, ma di dimensioni più contenute, venne ultimata nel 1970. A tre navate si caratterizza per la luminosità della facciata in pietra.
- Chiesa di Santa Maria Assunta, chiesa parrocchiale edificata pochi anni dopo il terremoto del 1915 e consacrata nel 1923. È ubicata nel centro urbano di fronte alla piazza principale del paese[33].
- Chiesuola di Sant'Antonio da Padova a Gioia Vecchio, citata in un documento vescovile del 1676[34].
- Chiesetta alpestre dell'Alpino.
- Chiesa della Madonna del Buon Consiglio a Casali d'Aschi.
- Chiesa di San Nicola a Borgo Sperone.
- Chiesa antica, risalente al XII secolo, e chiesa nuova di san Nicola a Sperone Vecchio.
- A Gioia-Manaforno era situata la chiesa scomparsa di san Michele arcangelo edificata nella seconda decade dell'Ottocento.
- Chiese scomparse del territorio comunale intitolate a san Nicola in Gioia, santa Maria ad Nives (in valle Frigida), san Quintino, san Cristofaro, san Quirico, santa Vittoria e san Venanzio (forse precedentemente dedicata a san Grossolano)[35].

### Architetture civili
- Palazzo municipale: Situato al centro del paese, in piazza della Repubblica (già piazza Savoia), venne edificato dopo il terremoto della Marsica del 1915. L'ampia piazza fu riqualificata grazie alla legge nº 64 del 1986 per il recupero delle emergenze architettoniche e monumentali.
- Centro culturale Giuseppe Moretti: Edificio moderno situato nel centro urbano di Gioia. Inaugurato nel 2009, è stato intitolato al musicista e attore di cinema e teatro umbro prematuramente scomparso a Roma nel 2008.

### Architetture militari
- Torre di Sperone: Edificata nella seconda metà del XIII secolo nei pressi del passo Sparnasio a 1240 m s.l.m. dai conti dei Marsi,  costituì un sistema di torri di avvistamento e difensive della contea di Celano e del territorio circostante il lago Fucino[36].

### Monumenti

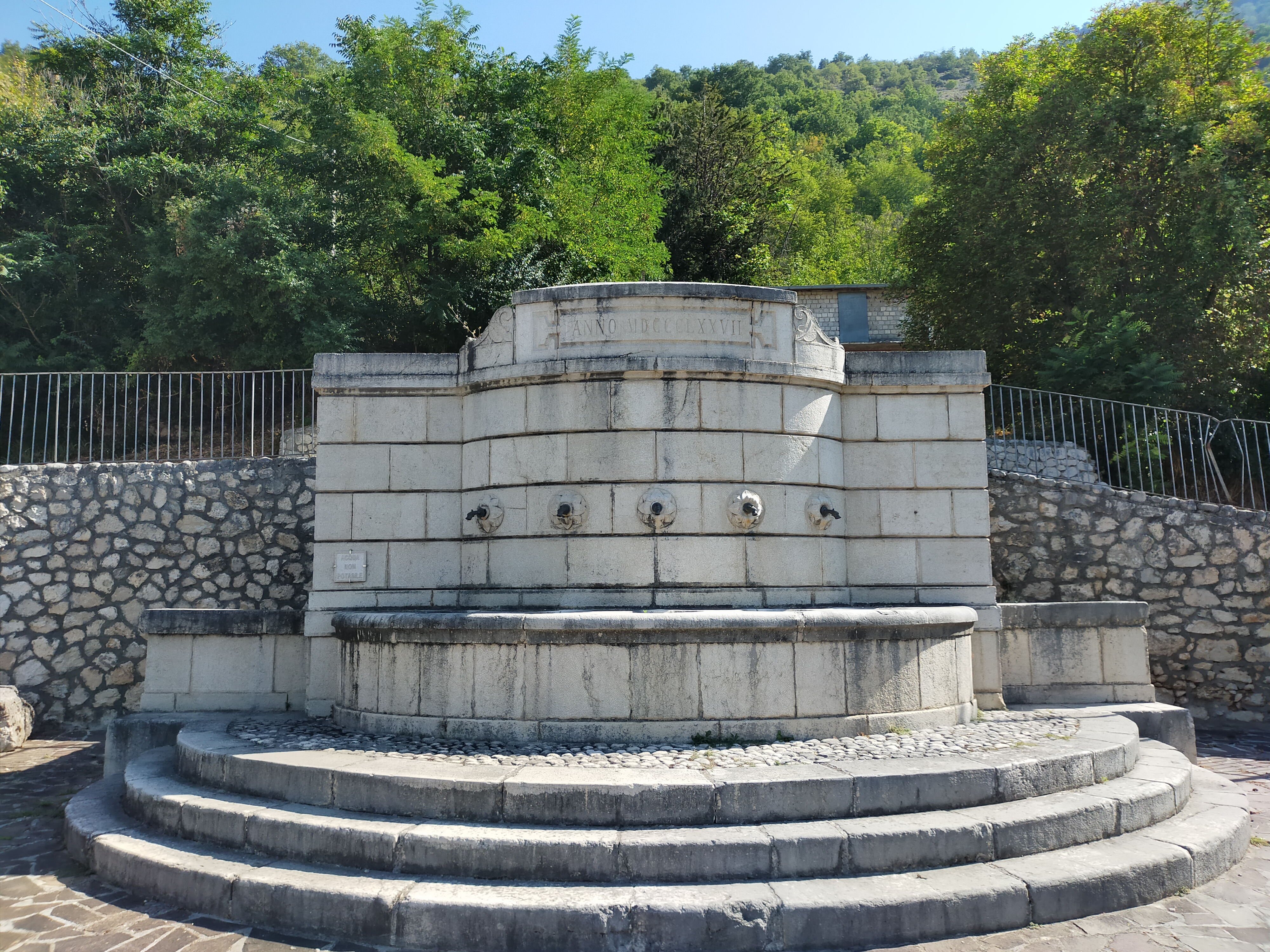
Fonte Vecchia

Nella villa comunale intitolata a Francesco Santoro è collocato il monumento ai caduti e ai dispersi di tutte le guerre. Lungo la strada statale 83 Marsicana, oltre l'abitato di Gioia dei Marsi in direzione Pescasseroli, è situata a 738 m s.l.m. l'ottocentesca Fonte Vecchia, realizzata nel 1877 e restaurata nel 1986 e nel 2023.

### Siti archeologici
Nel contemporaneo comune di Gioia dei Marsi sono presenti diversi siti d'interesse archeologico come le aree che conservano le tracce di vici, necropoli, ville romane, zone cultuali e dei castelli-recinto, fortificazioni di epoca medievale risalenti perlopiù tra l'XI e il XII secolo. In particolare nei pressi di Casali d'Aschi, in località Colle La Croce a circa 910 m s.l.m., era collocato l'ocre di Vico, divenuto successivamente un importante centro fortificato; a 1470 m s.l.m. sono conservate le tracce di Castelluccio di Templo ("Temple" o "Templum"). Altri villaggi di epoca preromana e romana sono localizzati nelle località di San Nicola in Vallo, Culla del Diavolo ("Joa" a 1441 m s.l.m.), Civita delle Bianche, San Veneziano-Colle delle Cerese ("Rotale") e La Castelluccia ("Giurlanda"). Necropoli, santuari e ville romane furono edificati in aree sparse dalle sorgenti del fiume Sangro a Sperone e nelle località denominate Alto le Tombe, Alto le Ripe, Fonte di Sant'Antonio, Campomizzo e Santa Vittoria..
L'ara funeraria di Poppedia Secunda, legata con ogni probabilità al condottiero marso Quinto Poppedio Silone e alla gens Poppedia del Giovenco fu rinvenuta nel 1814 in località Le Rosce tra i territori montani di Gioia e Ortona dei Marsi, non distante dal sito della città antica di Milonia, e successivamente donata al lapidarium di Avezzano dove è esposta all'Aia dei Musei.

### Aree naturali

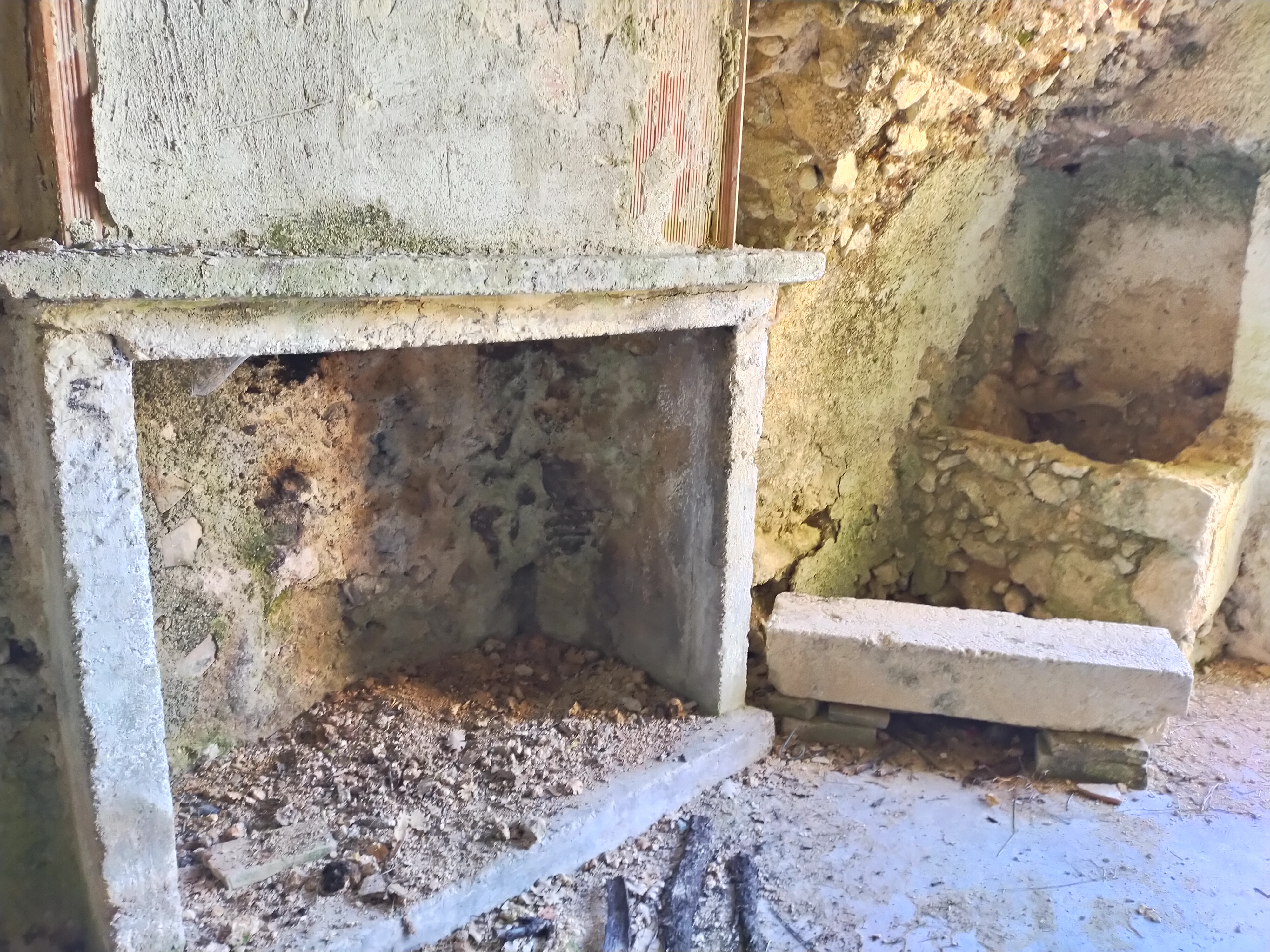
Interno di un'abitazione nel borgo abbandonato di Le Grippe

Le aree naturali di maggiore interesse sono quelle che attraverso i sentieri della valle del Giovenco e la strada statale 83 Marsicana conducono verso i monti del parco nazionale d'Abruzzo, Lazio e Molise. In particolare le località Valico di Gioia Vecchio, Vallone Macrano (Gola Macrana), Passo del Diavolo, Cicerana, Rocca Genovese, anello di Sperone e i monti Turchio, Marcolano e di Valle Caprara rappresentano le maggiori mete degli amanti dell'escursionismo e del parapendio.
- Sorgenti del fiume Sangro situate a 1441 m s.l.m., presso il passo del Diavolo alle pendici del monte Morrone del Diavolo[6][43].
- Sorgente Puzza[42].
- Cascata di Acqua Ventilata[8].
- Villa comunale "Francesco Santoro".
- Lago d'Aschi.
- Ruderi e grotte di Le Grippe[44].
- Sentieri di Fonte Vecchia, Le Grette[44] e Le Lecine.
- Fonte di Vico lungo il sentiero che conduce ad Aschi Alto.
- Geosito della faglia del monte Serrone[45].
- Piana del Fucino.
- Via dei Marsi[46].

## Società

### Evoluzione demografica
Abitanti censiti

### Etnie e minoranze straniere
I cittadini stranieri residenti a Gioia dei Marsi rilevati dall'Istat al 31 dicembre 2020 erano 246, pari circa al 14% della popolazione residente.

### Tradizioni e folclore

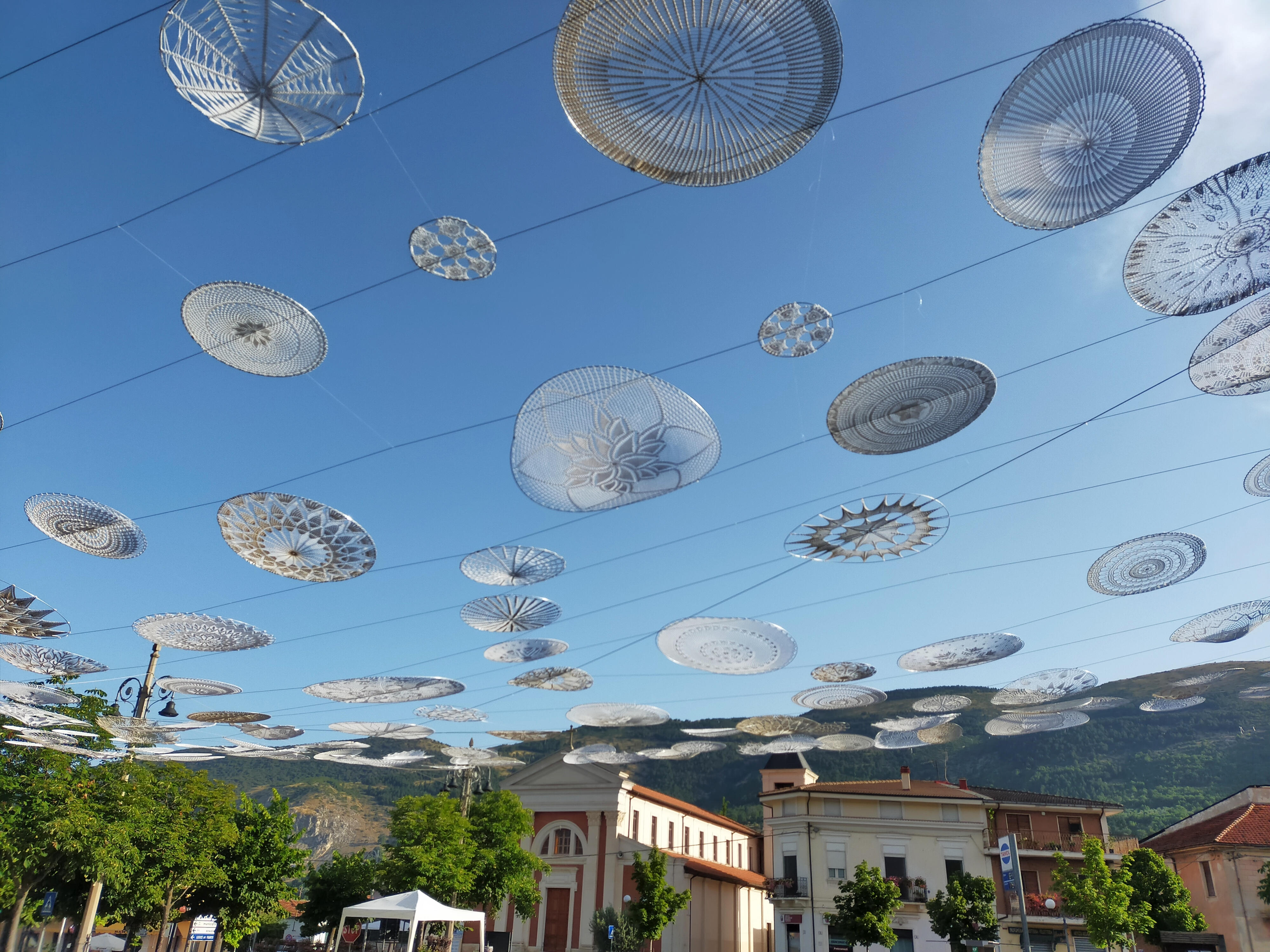
Centrini esposti in piazza della Repubblica

La prima domenica di settembre di ogni anno si celebra la festa patronale in onore di san Vincenzo martire, patrono del comune di Gioia dei Marsi. Il primo venerdì di maggio i fedeli di Gioia dei Marsi effettuano il pellegrinaggio a Pratola Peligna in occasione della festa della Madonna della Libera.

## Cultura

### Teatro

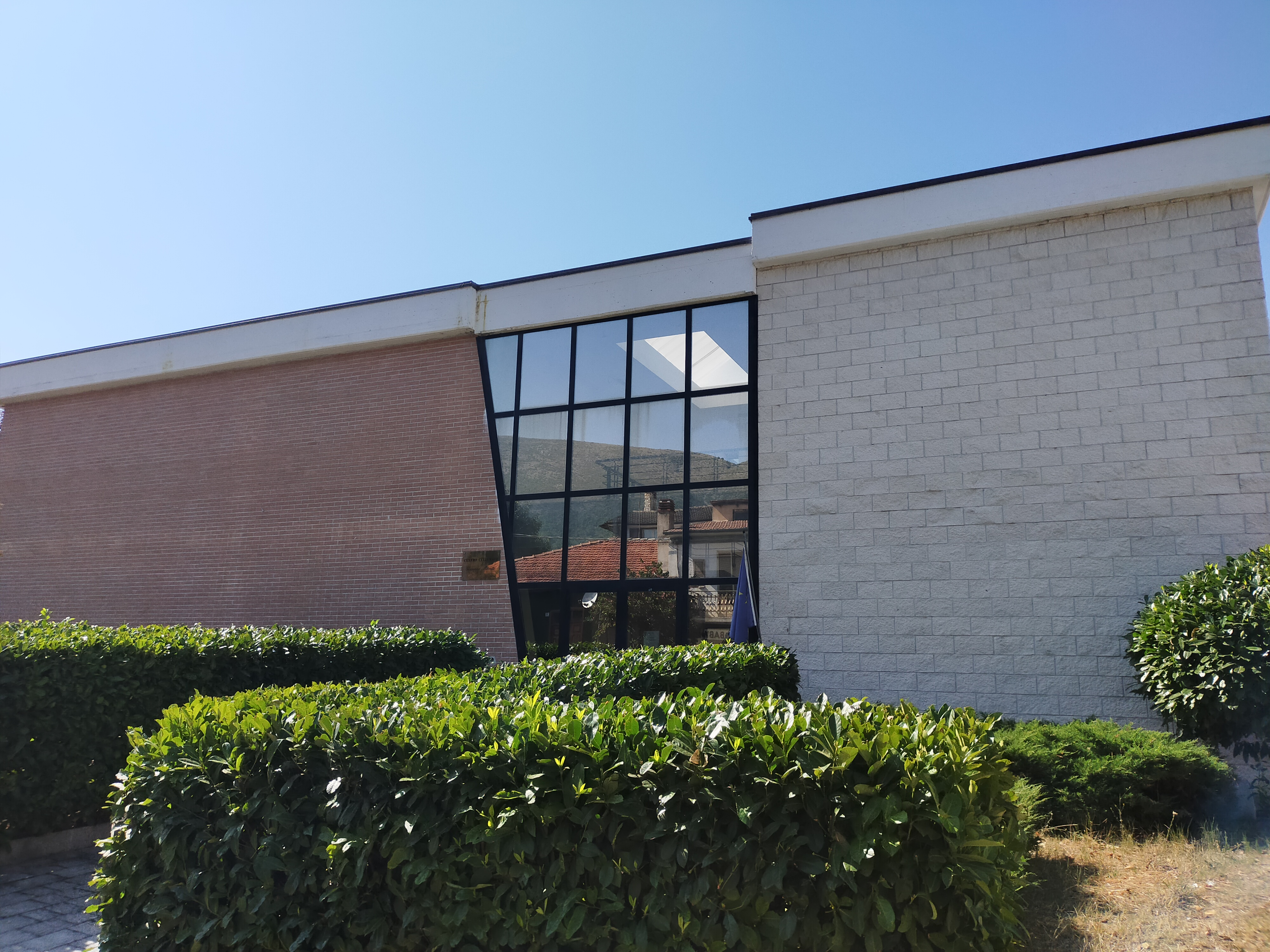
Centro culturale Giuseppe Moretti

La scuola nazionale di drammaturgia di Gioia Vecchio ha organizzato laboratori, stage, incontri su drammaturgia, regia e recitazione. In estate l'associazione "Teatro di Gioia" ha organizzato l'omonimo festival internazionale itinerante, la cui direzione artistica è stata curata dalla scrittrice Dacia Maraini.

### Cinema
Alcune scene del film Un mondo a parte di Riccardo Milani sono state girate a Gioia dei Marsi.

### Cucina
La tradizione culinaria locale si caratterizza per i piatti tipici della cucina povera rinascimentale propria delle realtà contadine abruzzesi. Tra le ricette locali figurano le sagne e la panzanella speziata con il piliero di Casali d'Aschi.

## Geografia antropica

### Frazioni

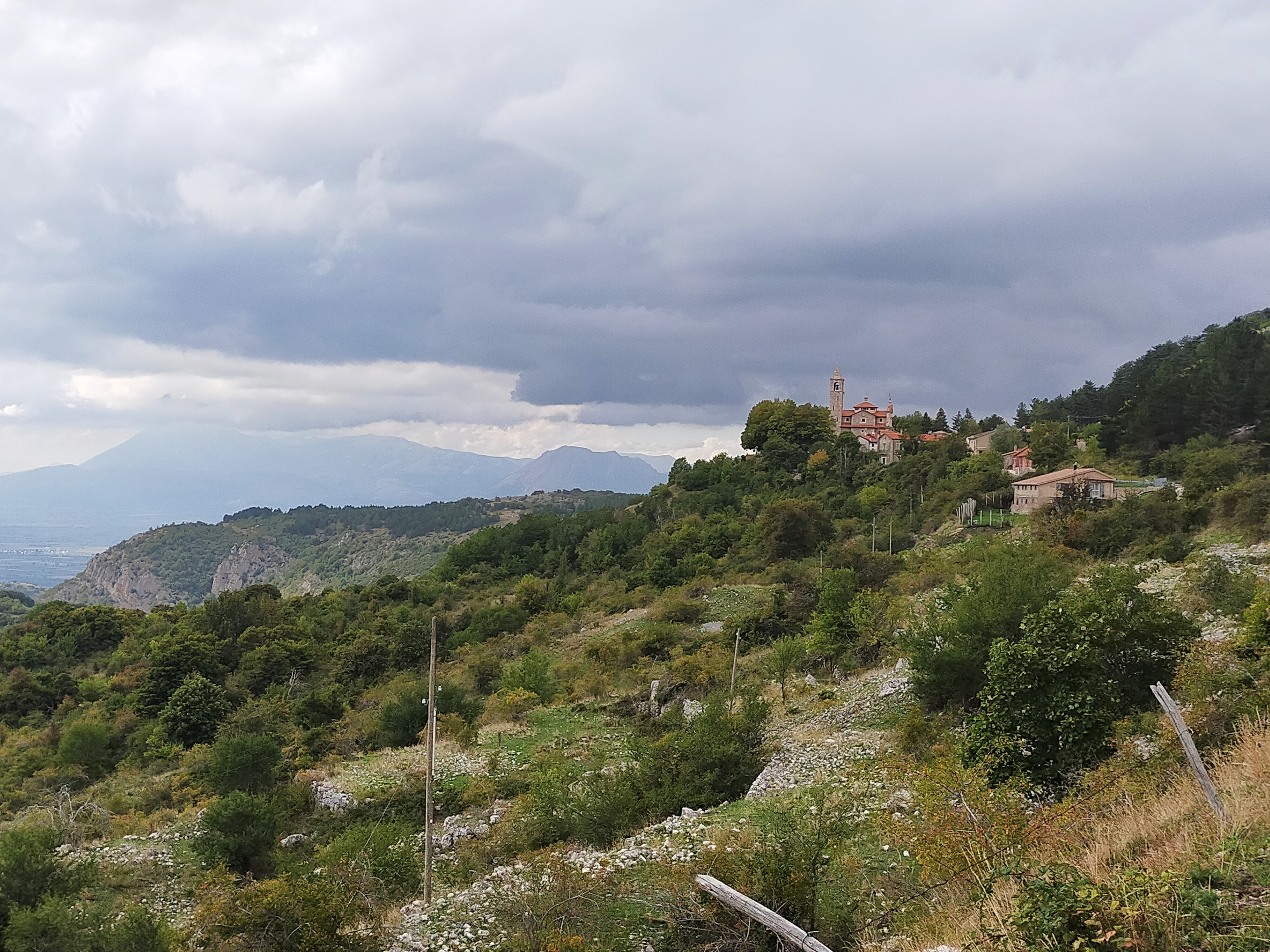
Veduta di Gioia Vecchio

Casali d'AschiFrazione edificata da diversi superstiti del terremoto della Marsica che prima del 1915 abitarono nel limitrofo centro di Aschi Alto. Prima del sisma il territorio della contemporanea Casali d'Aschi era composto da diversi villaggi, denominati Casali di Vico dal toponimo dell'incastellamento medievale, situati nelle località di Le Grette, Le Grippe, San Veneziano e Valtrona che venivano utilizzati come residenza invernale prima del prosciugamento del lago Fucino, avvenuto nella seconda metà del XIX secolo. Il paese fino al 1948 ha fatto parte del territorio comunale di Ortona dei Marsi.
Gioia VecchioIl nucleo urbano venne edificato nel corso del Medioevo in altura per controllare il passo del Diavolo, valico che mette in comunicazione l'area fucense con quella di Pescasseroli. Distrutto dal terremoto del 1915 e ulteriormente danneggiato in seguito ai bombardamenti della seconda guerra mondiale, il paese è stato parzialmente ricostruito nel corso del XX secolo. Situato a 1404 m s.l.m. è divenuto un luogo di villeggiatura estiva. A circa quattro chilometri da Gioia Vecchio, presso il passo del Diavolo, si trovano le sorgenti del fiume Sangro.
SperoneIn località valico della Forchetta, sul monte Serrone, è situato il paese disabitato di Sperone ufficialmente incluso nel comune di Gioia dai primi anni dell'Ottocento. Il centro abitato originario, chiamato Torre Sperone o Sperone Vecchio, fu distrutto dal terremoto del 1915, a causa del forte pendio in cui sorge venne ricostruito delocalizzando le nuove abitazioni in una posizione non distante e più agevole. Si è gradualmente spopolato, soprattutto per via delle mutate condizioni socioeconomiche, a cominciare dalla seconda metà del Novecento, quando i suoi abitanti scesero nella sottostante piana del Fucino presso il nuovo Borgo Sperone. La torre medievale, situata a 1240 m s.l.m., è risalente alla seconda metà del XIII secolo. Fu fatta edificare dai conti dei Marsi nei pressi del passo Sparnasio con il fine di rafforzare il sistema difensivo della Marsica orientale. Il borgo per via della sua posizione in altura è considerato tra i "balconi" più belli del territorio.

## Infrastrutture e trasporti

### Strade
La strada statale 83 Marsicana collega Gioia dei Marsi a Pescasseroli e alle altre località del parco nazionale d'Abruzzo, Lazio e Molise; il valico di Gioia Vecchio è situato a 1400 m s.l.m. In direzione nord l'arteria collega il territorio comunale a Pescina, Celano e Avezzano. La provinciale 21 Magoranese attraversa i territori di Casali d'Aschi, Gioia, Lecce nei Marsi e Ortucchio. La strada provinciale 17 collega Pescina a Ortona dei Marsi, Bisegna e Gioia dei Marsi fino al ricongiungimento con la strada statale 83 Marsicana, in località Campomizzo.

## Amministrazione

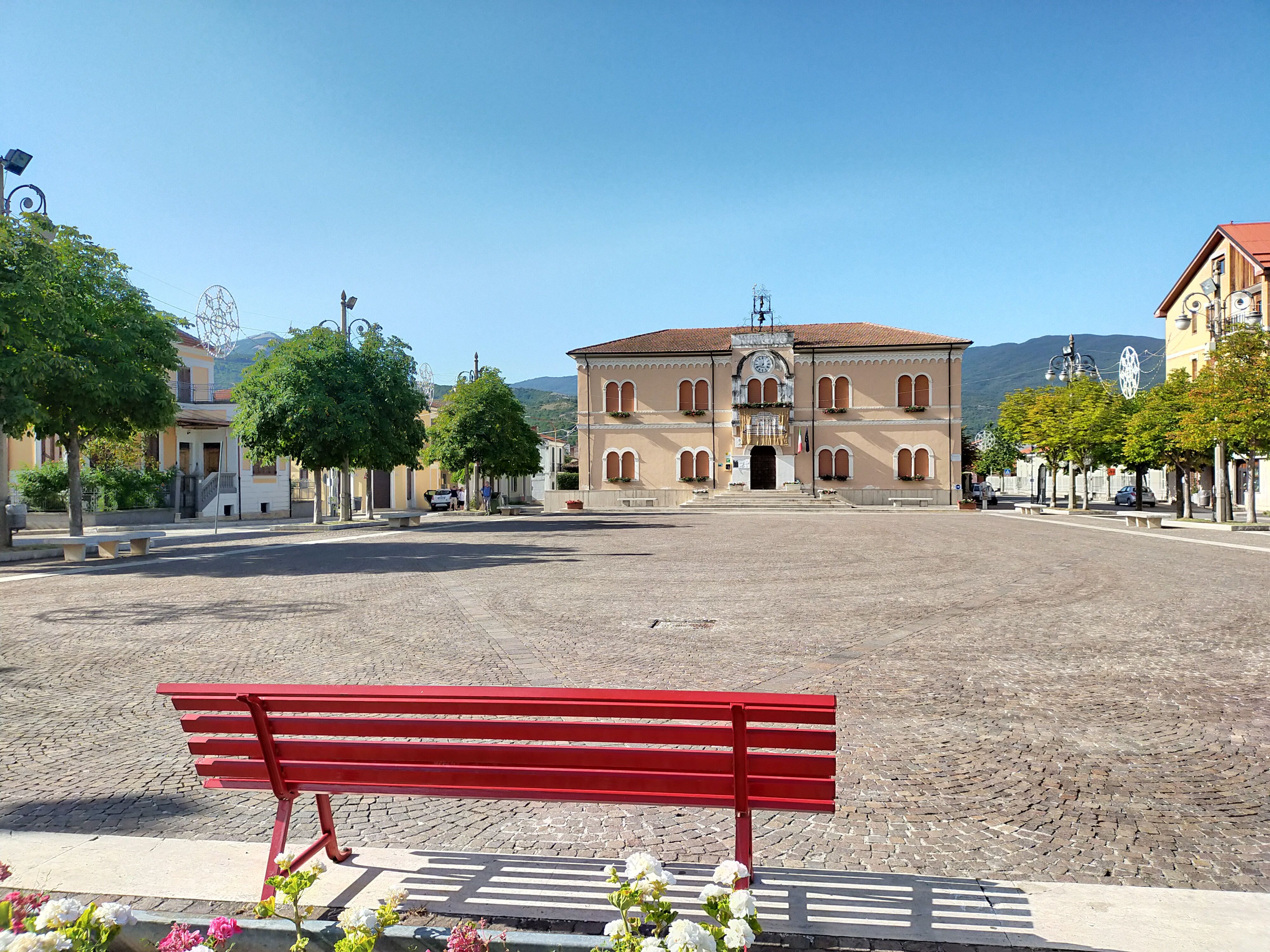
Il palazzo municipale in piazza della Repubblica

Sul sito del Ministero dell'interno sono disponibili i dati di tutte le elezioni amministrative di Gioia dei Marsi dal 1985 ad oggi.
| Periodo        | Periodo        | Primo cittadino        | Partito                             | Carica  | Note |
| -------------- | -------------- | ---------------------- | ----------------------------------- | ------- | ---- |
| 12 giugno 1994 | 23 maggio 1998 | Claudio Aureli         | PPI                                 | Sindaco |      |
| 24 maggio 1998 | 26 maggio 2002 | Angelo Raffaele        | Coalizione di centro-sinistra       | Sindaco |      |
| 27 maggio 2002 | 27 maggio 2007 | Angelo Raffaele        | Lista civica Unione civica          | Sindaco |      |
| 28 maggio 2007 | 6 maggio 2012  | Gianclemente Berardini | Lista civica                        | Sindaco |      |
| 7 maggio 2012  | 10 giugno 2017 | Gianclemente Berardini | Lista civica Libertà e progresso    | Sindaco |      |
| 11 giugno 2017 | 12 giugno 2022 | Gianclemente Berardini | Lista civica Per il bene comune     | Sindaco |      |
| 13 giugno 2022 | in carica      | Gianluca Alfonsi       | Lista civica Cambiare per rinascere | Sindaco |      |

### Gemellaggi
- Pratola Peligna[64]

## Sport

### Calcio
La squadra principale di calcio di Gioia dei Marsi è stato il T.K.M. Gioia che ha militato nei tornei dilettantistici abruzzesi. Nel 2017 è stata fondata l'associazione sportiva dilettantistica A.S.D. Nova 2017.

### Parapendio
Le montagne che sovrastano Gioia dei Marsi rientrano nella mappa degli amanti del parapendio. L'area di volo, oltre il valico della Forchetta nei pressi di Sperone Vecchio, è situata sul colle La Panna e offre la possibilità di cross verso i monti del Matese e il massiccio della Maiella.